# Edison Studios

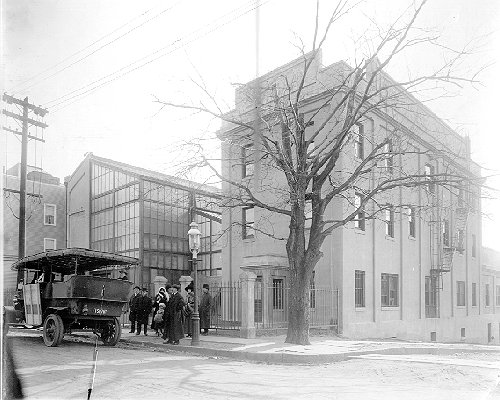
Edison Motion Picture Studio, The Bronx, New York, circa 1907–1918

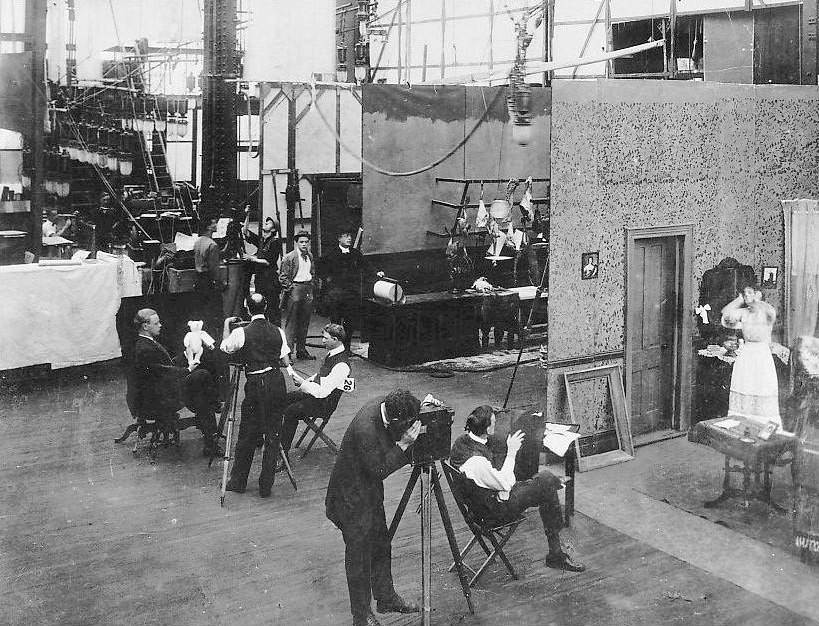
Verscheidene producties in uitvoering in de Edison Motion Picture Studio, 1907-1918)

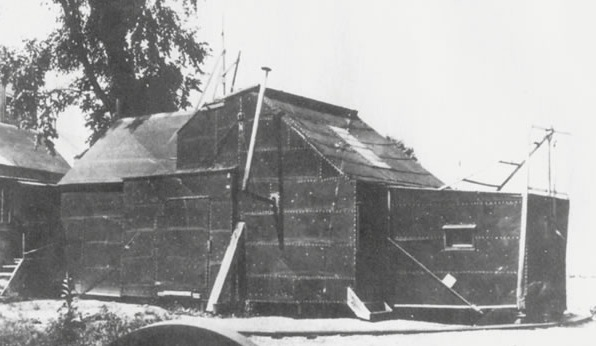
Black Maria, de eerste filmstudio in de wereld, circa 1893–1900

Edison Studios was een Amerikaanse filmproductiemaatschappij, eigendom van de uitvinder Thomas Edison. De filmstudio produceerde enkele duizenden kortfilms en 54 speelfilms met een langere speelduur als de Edison Manufacturing Company (1894–1911) en als de Edison Company (1911–1918) tot de studio's in 1918 gesloten werden.

## Geschiedenis
De eerste filmstudio Black Maria werd gebouwd in de winter van 1892-1893 op de terreinen van de "Edison laboratoria" in West Orange (New Jersey). Er werden filmstrips gemaakt voor de kinetoscoop. De tweede studio, met een glazen dak, werd gebouwd op 41 East 21st Street in het uitgaanscentrum van Manhattan en geopend in 1901. Tegen 1907 had Edison studio's gebouwd in Decatur Avenue en Oliver Place in The Bronx.
Hoewel Edison de eigenaar was, nam hij geen deel aan de producties in de filmstudio's. Van 1893 tot 1895 had Edisons assistent William K.L. Dickson de leiding over de ontwikkeling van het Edison's motion picture system en produceerde Dickson de eerste films, bedoeld voor het grote publiek. Nadat Dickson het bedrijf verliet en vertrok naar de American Mutoscope and Biograph Company, werd hij vervangen als regisseur door cameraman William Heise en van 1896-1903 door James H. White. Vervolgens was de leiding van de productie in handen van William Markgraf (1903-1904), Alex T. Moore (1904-1909), en Horace G. Plimpton (1909-1915).
Begin januari 1894 werd Fred Ott's Sneeze opgenomen, de eerst van een reeks kortfilms voor het publiek, met Edisons assistent Fred Ott. De eerste commerciële filmvertoning in de Verenigde Staten van Edison ging in première in een kinetoscoopsalon in New York op 14 april 1894. Het programma bestond uit tien korte films, die elk minder dan een minuut lang duurden, van atleten, dansers en andere artiesten. Nadat de concurrenten films begonnen te vertonen op grote schermen introduceerde Edison in 1896 vertoningen met de vitascoop, gevolgd eind 1896 door zijn eigen Projecting Kinetoscope. De vroegste producties gingen over korte "actualiteiten" en toonden alles van acrobaten tot parades. Maar de concurrentie van Franse en Britse speelfilms in het begin van 1900 veranderde al snel de markt. In 1904 bestond 85% van de omzet van de Edison Studios uit speelfilms.
Enkele opmerkelijke producties van de studio zijn The Kiss, The Great Train Robbery, The Adventures of Alice in Wonderland en de eerste film van Frankenstein in 1910. Het bedrijf produceerde ook een aantal korte "Kinetofoon"-geluidsfilms in 1913-1914 met behulp van een geavanceerd akoestisch opnamesysteem dat het mogelijk maakte geluid op te nemen vanaf 30 meter afstand. De studio bracht ook een aantal tekenfilms van Raoul Barré uit in 1915.
In december 1908 leidde Edison de oprichting van de Motion Picture Patents Company in een poging om de industrie te controleren en kleinere producenten buiten te sluiten. De firma kreeg de bijnaam "Edison Trust" en was samengesteld uit Edison Studios, Biograph, Essanay Studios, Kalem Company, George Kleine Productions, Lubin Studios, Georges Méliès, Pathé, Selig Studios en Vitagraph Studios, en domineerde de filmdistributie via de "General Film Company". De "Motion Picture Patents Company" en de "General Film Company" werden in oktober 1915 schuldig bevonden aan overtreding van de antitrustregels en ontbonden. Het uiteenvallen van de vereniging en het verlies van de Europese markten tijdens de Eerste Wereldoorlog brachten Edison een financieel verlies toe waarna hij het filmbedrijf, met inbegrip van de studio's op 30 maart 1918 verkocht aan de Lincoln & Parker Film Company van Massachusetts.